# Leichtathletik-Weltmeisterschaften 2023/Teilnehmer (Ukraine)
| Gelbes Symbol für Goldmedaillen mit stilisierten Olympischen Ringen | Graues Symbol für Silbermedaillen mit stilisierten Olympischen Ringen | Braundes Symbol für Bronzemedaillen mit stilisierten Olympischen Ringen |
| ------------------------------------------------------------------- | --------------------------------------------------------------------- | ----------------------------------------------------------------------- |
| 1                                                                   | 1                                                                     | —                                                                       |

Der Leichtathletikverband der Ukraine nahm an den Leichtathletik-Weltmeisterschaften 2023 in Budapest teil. 30 Athletinnen und Athleten wurden vom ukrainischen Verband nominiert.

## Medaillengewinnerinnen
| Medaille | Athletin                | Disziplin  |
| -------- | ----------------------- | ---------- |
| Gold     | Jaroslawa Mahutschich   | Hochsprung |
| Silber   | Maryna Bech-Romantschuk | Dreisprung |

## Ergebnisse

### Männer

#### Laufdisziplinen
| Athlet               | Disziplin   | Vorlauf | Vorlauf | Halbfinale | Halbfinale | Finale       | Finale |
| Athlet               | Disziplin   | Zeit    | Platz   | Zeit       | Platz      | Zeit         | Platz  |
| -------------------- | ----------- | ------- | ------- | ---------- | ---------- | ------------ | ------ |
| Oleksandr Pohorilko  | 400 m       | 45,37 s | 05      | DNQ        | DNQ        | –            | –      |
| Serhij Switlytschnyj | 20 km Gehen |         |         |            |            | 1:22:28 h SB | 28     |
| Iwan Banseruk        | 35 km Gehen |         |         |            |            | DNF          | DNF    |
| Ihor Hlawan          | 35 km Gehen |         |         |            |            | 2:45:18 h    | 33     |

#### Sprung/Wurf
| Athlet             | Disziplin      | Qualifikation | Qualifikation | Finale     | Finale |
| Athlet             | Disziplin      | Weite/Höhe    | Platz         | Weite/Höhe | Platz  |
| ------------------ | -------------- | ------------- | ------------- | ---------- | ------ |
| Oleh Doroschtschuk | Hochsprung     | 2,28 m PB     | 05            | 2,20 m     | 13     |
| Dmytro Nikitin     | Hochsprung     | 2,18 m        | 28            | DNQ        | DNQ    |
| Andrij Prozenko    | Hochsprung     | 2,28 m        | 06            | 2,25 m     | 11     |
| Bohdan Bondarenko  | Hochsprung     | DNS           | DNS           | DNQ        | DNQ    |
| Wladyslaw Malychin | Stabhochsprung | 5,35 m        | 26            | DNQ        | DNQ    |
| Roman Kokoschko    | Kugelstoßen    | 19,17 m       | 29            | DNQ        | DNQ    |
| Mychajlo Kochan    | Hammerwurf     | 78,47 m       | 02            | 79,59 m SB | 05     |
| Artur Felfner      | Speerwurf      | 73,94 m       | 32            | DNQ        | DNQ    |

### Frauen

#### Laufdisziplinen
| Athletin              | Disziplin        | Vorlauf     | Vorlauf | Halbfinale | Halbfinale | Finale       | Finale |
| Athletin              | Disziplin        | Zeit        | Platz   | Zeit       | Platz      | Zeit         | Platz  |
| --------------------- | ---------------- | ----------- | ------- | ---------- | ---------- | ------------ | ------ |
| Kateryna Karpjuk      | 400 m            | 52,66 s     | 08      | DNQ        | DNQ        | –            | –      |
| Natalija Krol         | 800 m            | 2:01,62 min | 07      | DNQ        | DNQ        | –            | –      |
| Olha Ljachowa         | 800 m            | 2:03,11 min | 06      | DNQ        | DNQ        | –            | –      |
| Hanna Ryschykowa      | 400 m Hürden     | 54,70 s     | 03      | 54,42 s SB | 04         | DNQ          | DNQ    |
| Wiktorija Tkatschuk   | 400 m Hürden     | 55,05 s     | 02      | 55,43 s    | 07         | DNQ          | DNQ    |
| Natalija Strebkowa    | 3000 m Hindernis | DNS         | DNS     |            |            | DNQ          | DNQ    |
| Ljudmyla Oljanowska   | 20 km Gehen      |             |         |            |            | 1:29:36 h SB | 11     |
| Hanna Schewtschuk     | 20 km Gehen      |             |         |            |            | 1:31:44 h SB | 19     |
| Olena Sobtschuk       | 20 km Gehen      |             |         |            |            | 1:28:50 h PB | 10     |
| Wassylyna Sydortschuk | 35 km Gehen      |             |         |            |            | 2:57:248 h   | 20     |
| Alina Zwilij          | 35 km Gehen      |             |         |            |            | 3:09:23 h    | 34     |

#### Sprung/Wurf
| Athletin                | Disziplin  | Qualifikation | Qualifikation | Finale     | Finale |
| Athletin                | Disziplin  | Weite/Höhe    | Platz         | Weite/Höhe | Platz  |
| ----------------------- | ---------- | ------------- | ------------- | ---------- | ------ |
| Iryna Heraschtschenko   | Hochsprung | 1,89 m        | 09            | 1,94 m     | 05     |
| Julija Lewtschenko      | Hochsprung | 1,89 m        | 17            | DNQ        | DNQ    |
| Julija Tschumatschenko  | Hochsprung | 1,85 m        | 23            | DNQ        | DNQ    |
| Jaroslawa Mahutschich   | Hochsprung | 1,92 m        | 01            | 2,01 m     | Gold   |
| Maryna Bech-Romantschuk | Weitsprung | NM            | NM            | DNQ        | DNQ    |
| Maryna Bech-Romantschuk | Dreisprung | 14,55 m       | 04            | 15,00 m SB | Silber |
| Marija Sinej            | Dreisprung | 13,38 m       | 32            | DNQ        | DNQ    |
| Iryna Klymez            | Hammerwurf | 66,87 m       | 31            | DNQ        | DNQ    |